# Coenotephria ceres
Coenotephria ceres är en fjärilsart som beskrevs av Butler 1882. Coenotephria ceres ingår i släktet Coenotephria och familjen mätare. Inga underarter finns listade i Catalogue of Life.